# 1984년 OB 베어스 시즌
1984년 OB 베어스 시즌은 OB 베어스가 KBO 리그에 참가한 3번째 시즌으로 대전을 연고지로 한 마지막 시즌이기도 하다. 시즌을 앞두고 김성근이 2대 감독으로 취임했으며, 이홍범이 주장을 맡았다. 팀은 통합 승률은 전체 1위였으나, 박철순 김경문 배터리의 부상, 좌완 선우대영의 미국 이민, 신경식의 방위복무 등 여러 가지 악재가 겹치는 바람에 전기 리그와 후기 리그에서 모두 2위에 그쳐 한국시리즈에 진출하지 못해 6팀 중 통합 3위에 머물렀으며 서울 시내에 8개의 구단특장품 전시장을 내고 부대사업을 했지만 15억원의 적자를 내기도 했다.
한편, 김인식 동국대 감독을 투수코치로 영입할 예정이었으나  동국대 84학번으로 진학할 뻔한 문희수가 해태 입단으로 급선회한 충격 탓인지 불발됐다.

## 타이틀
- 출장 (타자) : 김광수 (100)
- 출장 (투수) : 윤석환 (57)
- 세이브 : 윤석환 (25)
- 세이브포인트 : 윤석환 (35)
- 평균자책점 : 장호연 (1.58)
- 올스타 선발 : 윤동균 (외야수), 김우열 (지명타자)
- 올스타전 추천선수 : 계형철, 박상열, 조범현, 한대화, 김광수, 박종훈
- 컴투스프로야구 80년대 올스타: 계형철 (중계투수)
- 컴투스프로야구 80년대 OB 베어스 라인업 : 계형철 (선발투수), 장호연 (중계투수), 윤석환 (마무리투수), 김우열 (우익수)
- 컴투스프로야구 나때는 말이야 라인업: 이광환 (타격코치)
- KBO 신인상 : 윤석환

## 선수단
- 선발투수 : 계형철, 박상열, 김진욱, 강철원
- 구원투수 : 황태환
- 마무리투수 : 최일언, 윤석환, 장호연
- 포수 : 김경문, 정종현, 박해종, 조범현, 조종규, 배원영, 김성호
- 1루수 : 양세종, 홍신차, 신경식
- 2루수 : 김광수
- 유격수 : 유지훤
- 3루수 : 한대화
- 좌익수 : 윤동균
- 중견수 : 박종훈, 김광림, 이홍범
- 우익수 : 김우열, 구재서, 이근식, 김명구
- 지명타자 : 홍희섭, 사인상, 이삼열, 구천서

## 여담
- 홍신차, 이삼열, 최일언을 구단 사상 최초의 자유계약으로 영입했다.
- 3월 26일에 해태 타이거즈로부터 조종규를 트레이드로 영입했다. 이는 구단 사상 첫 트레이드였다.
- 포수 김성호는 4월 8일 MBC 청룡과의 경기에서 시즌 처음이자 마지막 타석을 소화했는데 여기서 삼진을 당해 KBO 리그 최초로 단일 시즌 전 타석 삼진을 당한 야수가 되었다. 이전에 단일 시즌 전 타석 삼진을 당한 선수들은 모두 주포지션이 투수인 선수들이었다.
- 8월 15일에 삼미 슈퍼스타즈로부터 김대진을 무상 트레이드로 받았다. 이는 KBO 리그 사상 최초의 무상 트레이드다.
- 박상열은 이 시즌 KBO 리그 역대 단일 시즌 삼미 슈퍼스타즈 상대 최다 피3루타(3) 기록을 세웠다.
- 윤석환은 투표인단 전원에게 1위표를 받아 KBO 리그 사상 최초의 만장일치 신인왕이 되었다.
- 시즌 승률 1위 팀이 포스트시즌에 진출하지 못한 유일한 케이스다.
- 팀은 평균자책점 2.54로 역대 단일 시즌 최저 평균자책점 기록을 세웠다.
- 팀이 한밭종합운동장 야구장과 청주 야구장을 홈구장으로 쓴 마지막 시즌이다.
- 1985 신인 드래프트 2차 지명에는 MBC 청룡과 OB 베어스만 참가하여 KBO 리그 역대 가장 적은 팀이 참가한 2차 지명이 되었다.